# Nick Isiekwe
Pas d'image ? Cliquez ici

a Compétitions nationales et continentales officielles uniquement.

b Matchs officiels uniquement.
Dernière mise à jour le 5 août 2025.
Nick Isiekwe, né le 20 avril 1998 à Hemel Hempstead (Angleterre), est un joueur international anglais de rugby à XV évoluant comme deuxième ligne ou troisième ligne aile. Il joue en Premiership au sein du club des Saracens depuis 2016.

## Biographie

### Jeunesse et formation
Nick Isiekwe naît à Hemel Hempstead en Angleterre d'un père d'origine nigériane qui a migré dans ce pays étant jeune.
Il commence le rugby à toucher au club d'Old Verulamians dès l'âge de neuf ans, encouragé par sa mère qui l'incite à pratiquer un sport. Il rejoint ensuite le club du Old Albanian RFC (en). Plus tard, Isiekwe intègre les Saracens dès ses treize ans et son Academy (centre de formation),, il est testé à plusieurs postes dont troisième ligne centre, pilier, centre et troisième ligne aile, mais finalement avec sa grande taille il est placé définitivement en deuxième ligne.
Au niveau des études, il est scolarisé au sein du Haileybury and Imperial Service College (en) où il étudie la psychologie,.

### Début de carrière, premières sélections internationales précoces, champion d'Angleterre et d'Europe avec les Saracens (2016-2019)
Nick Isiekwe est prêté au club d'Ampthill RUFC avec son coéquipier Ben Earl, avec qui il fait ses débuts senior en début de saison 2016-2017. En début d'année 2017, il est sélectionné par l'équipe d'Angleterre des moins de 20 ans, avec laquelle ils remportent le Tournoi des Six Nations des moins de 20 ans en réalisant le Grand Chelem. En avril de la même année, il fait également ses débuts professionnels avec les Saracens lors de cette saison et joue deux rencontres durant celle-ci. Le 20 avril, Nick Isiekwe est appelé pour la première fois par le sélectionneur Eddie Jones dans le groupe anglais pour la tournée d'été en Amérique du Sud. Il connait finalement sa première cape le 10 juin suivant en rentrant en cours de match contre les Argentins.
En mai 2018, il est titulaire en finale de Premiership 2017-2018 contre les Exeter Chiefs, les Sarries remportent la compétition sur le score de 27 à 10. Durant l'été suivant, il est titulaire pour la première fois avec le XV de la Rose lors de la tournée d'été contre l'Afrique du Sud.
La saison suivante, les Saracens font le doublé, il remplace Will Skelton lors de la finale de Coupe d'Europe 2018-2019 remportée contre le Leinster à St James' Park. Il est également remplaçant lors de la finale du championnat d'Angleterre remportée à nouveau contre les Exeter Chiefs en 2019.

### Prêt aux Northampton Saints et retour en sélection nationale (2020-2022)
En mai 2020, Nick Isiekwe signe un nouveau contrat avec les Saracens jusqu'en 2024. Pour la fin de la saison 2019-2020 et l'intégralité de la saison 2020-2021, il est prêté au club des Northampton Saints, car les Saracens ont dépassé le Salary Cap imposé par la ligue anglaise et sont également relégués en RFU Championship. Avec les Saints, il dispute quinze rencontres, toutes en tant que titulaire, et marque trois essais.
Après le retour en Premiership des Saracens, il rejoue donc avec son club formateur. En début d'année 2022, il fait son retour en sélection nationale quatre ans après sa dernière convocation lorsqu'il est retenu pour le Tournoi des Six Nations. Pendant la compétition, il joue quatre des cinq rencontres, dont trois comme titulaire. Par la suite, avec son club, ces derniers vont en finale de Premiership 2021-2022 mais s'inclinent contre les Leicester Tigers, Nick Isiekwe est titulaire lors de cette finale,. Durant l'été 2022, il est de nouveau sélectionné pour la tournée en Australie, les Anglais remportent la série de matchs avec deux victoires contre une pour l'Australie.

### Lourde intervention chirurgicale et de nouveau champion d'Angleterre (depuis 2022)
Alors que la saison 2022-2023 est sur le point de commencer, Nick Isiekwe subit une intervention chirurgicale dès le mois de septembre 2022 qui l'éloigne des terrains pour une longue période. Il fait finalement son retour sur les terrains au mois de décembre contre les London Irish. En janvier, à la suite de la nomination de Steve Borthwick en tant que nouveau sélectionneur de l'Angleterre, Isiekwe fait partie du premier groupe de joueurs appelés par ce dernier pour disputer le Tournoi des Six Nations 2023. Il participe à trois rencontres, toutes en tant que remplaçant, et termine à la quatrième place de la compétition après des performances décevantes de son équipe. En fin de saison, avec les Saracens, il réussit à atteindre la finale de la Premiership, pour la seconde année consécutive, où il est titulaire en troisième ligne aile et les Saracens s'imposent 35 à 25 face aux Sale Sharks. Durant l'été 2023, il annonce que l'intervention chirurgicale qu'il a subi en septembre 2022 était une opération à cœur ouvert et qu'il aurait pu être contraint de prendre sa retraite sportive à seulement vingt-quatre ans, son retour sur les terrains dans un délai très court a notamment beaucoup étonné le chirurgien qui a effectué l'opération ainsi que ses confrères.
N'étant pas sélectionné pour la Coupe du monde 2023, il participe au début de saison des Saracens, en marge de cette compétition, mais il subit une blessure début novembre qui l'éloigne des terrains jusqu'à la fin décembre. En janvier 2024, il est sélectionné pour le Tournoi des Six Nations. Fin janvier, malade, il déclare forfait pour la première journée. Mi-février, il est convoqué avec l'équipe d'Angleterre A afin d'affronter le Portugal. Toutefois, il ne participe pas à ce match. En fin de saison, il participe aux sept derniers matchs de son équipe qui est éliminée en demi-finale de Premiership par les Northampton Saints,. Courant juin, il est appelé en équipe d'Angleterre après la suspension de Charlie Ewels pour la suite de la tournée en Nouvelle-Zélande mais le ne dispute aucun match,.
Retenu pour les test matchs de fin d'année 2024, il dispute les quatre rencontres en tant que remplaçant. Toutefois, il est forfait pour le Tournoi des Six Nations 2025. Cette saison-là, il dispute seize matchs, dont onze comme titulaire, avec son club. À l'issue de la saison, il est retenu en équipe d'Angleterre XV afin d'affronter l'équipe de France A. Titulaire pendant ce match, les Anglais sont battus 24 à 26 en fin de match à Twickenham.

## Statistiques

### En club
| Saison            | Club              | Compétition                | Matchs | Points | Essais |
| ----------------- | ----------------- | -------------------------- | ------ | ------ | ------ |
| 2016-2017         | Saracens          | Championnat d'Angleterre   | 2      | -      | -      |
| 2016-2017         | Saracens          | Coupe anglo-galloise       | 4      | -      | -      |
| 2017-2018         | Saracens          | Championnat d'Angleterre   | 23     | -      | -      |
| 2017-2018         | Saracens          | Coupe d'Europe             | 6      | -      | -      |
| 2018-2019         | Saracens          | Championnat d'Angleterre   | 22     | 5      | 1      |
| 2018-2019         | Saracens          | Coupe d'Europe             | 5      | -      | -      |
| 2018-2019         | Saracens          | Premiership Rugby Cup      | 3      | -      | -      |
| 2019-2020         | Saracens          | Championnat d'Angleterre   | 13     | -      | -      |
| 2019-2020         | Saracens          | Coupe d'Europe             | 5      | -      | -      |
| 2019-2020         | Saracens          | Premiership Rugby Cup (en) | 3      | -      | -      |
| 2019-2020         | Northampton       | Championnat d'Angleterre   | 6      | -      | -      |
| 2019-2020         | Northampton       | Coupe d'Europe             | 1      | -      | -      |
| 2020-2021         | Northampton       | Championnat d'Angleterre   | 12     | 10     | 2      |
| 2020-2021         | Northampton       | Coupe d'Europe             | 2      | 5      | 1      |
| 2020-2021         | Northampton       | Challenge européen         | 1      | -      | -      |
| 2021-2022         | Saracens          | Championnat d'Angleterre   | 21     | 5      | 1      |
| 2021-2022         | Saracens          | Challenge européen         | 4      | 5      | 1      |
| 2022-2023         | Saracens          | Championnat d'Angleterre   | 9      | -      | -      |
| 2022-2023         | Saracens          | Champions Cup              | 4      | -      | -      |
| 2023-2024         | Saracens          | Championnat d'Angleterre   | 13     | -      | -      |
| 2023-2024         | Saracens          | Champions Cup              | 2      | -      | -      |
| 2023-2024         | Saracens          | Premiership Rugby Cup (en) | 5      | 5      | 1      |
| 2024-2025         | Saracens          | Championnat d'Angleterre   | 13     | -      | -      |
| 2024-2025         | Saracens          | Champions Cup              | 3      | -      | -      |
| Total Saracens    | Total Saracens    | Total Saracens             | 160    | 25     | 5      |
| Total Northampton | Total Northampton | Total Northampton          | 22     | 15     | 3      |
| Total             | Total             | Total                      | 182    | 40     | 8      |

### Statistiques en équipe nationale
Nick Isiekwe compte 15 capes en équipe d'Angleterre, dont 4 en tant que titulaire, depuis sa première sélection le 10 juin 2017 face à l'Argentine.
| Année | Compétition | Matchs | Points | Essais |
| ----- | ----------- | ------ | ------ | ------ |
| 2017  | Test matchs | 2      | -      | -      |
| 2018  | Test matchs | 1      | -      | -      |
| 2022  | Six Nations | 4      | -      | -      |
| 2022  | Test matchs | 1      | -      | -      |
| 2023  | Six Nations | 3      | -      | -      |
| 2024  | Test matchs | 4      | -      | -      |
| Total | Total       | 15     | 0      | 0      |

## Palmarès

### En club
- Vainqueur du Championnat d'Angleterre en 2018, 2019 et 2023 avec les Saracens.
- Vainqueur de la Coupe d'Europe en 2019 avec les Saracens.
- Finaliste du Championnat d'Angleterre en 2022 avec les Saracens.

### En équipe nationale
- Vainqueur du Tournoi des Six Nations des moins de 20 ans en 2017 avec l'équipe d'Angleterre des moins de 20 ans.